# Département de l'Agriculture des États-Unis
Pour les articles homonymes, voir Département de l'Agriculture.
Le département de l’Agriculture des États-Unis (en anglais : United States Department of Agriculture, USDA) est le département de l’administration américaine chargé de concevoir et de mettre en œuvre la politique fédérale en matière d’agriculture, d’alimentation et de forêt. Il a été créé en 1862 et intégré au Cabinet en 1889.

## Études économiques
Le Foreign Agricultural Service (FAS) est l'agence chargée des programmes internationaux du département de l’Agriculture des États-Unis. Il réalise des publications sur les secteurs agricoles et agroalimentaires de nombreux pays. Celles-ci sont accessibles sur son site et sur celui de Globaltrade.net, issu d'un partenariat public-privé entre l'United States Commercial Service et la Fédération des associations du commerce international.

## Prévisions
Le département de l’Agriculture publie régulièrement des prévisions sur la situation des marchés de matières premières, très attendues par les professionnels du secteur.

## Liste des secrétaires à l'Agriculture
La secrétaire à l'agriculture est Brooke Rollins depuis le 13 février 2025.

## Critiques
D'après AlterNet et d'autres sources, l'USDA aurait des liens avec les secteurs agricole et agroalimentaire[réf. nécessaire].

## Organisation
Le Food and Nutrition Service (« service de l'alimentation et de la nutrition ») représente près de 80 % du budget de l'USDA. Le principal rôle de ce service est de gérer le Supplemental Nutrition Assistance Program, programme d'aide alimentaire aux plus démunis.